# Den röda lyktan
Den röda lyktan (traditionell kinesiska: 大紅燈籠高高掛?, förenklad kinesiska: 大红灯笼高高挂?, pinyin: Dá hóng dēnglóng gāogāo guà) är ett kinesiskt dramafilm från 1991 i regi av Zhang Yimou. Filmen nominerades till en Oscar 1992 för bästa utländska film. Filmen utspelar sig i Kina 1920. Den är byggd på romanen 妻妾成群 Qīqiè Chéngqún (översatt: Fruar och konkubiner) skriven av Su Tong. Romanen utgavs 1993 på svenska under samma titel som filmen. Filmen spelades in på en gammal herrgård i Qi härad i Shanxi-provinsen.
Filmens handling kretsar kring Song Lian som gifter sig med den rike herr Chen och blir hans fjärde fru. Filmen utspelar sig i mannens storslagna hus och handlar om intrigerna mellan de fyra fruarna, som tävlar om sin makes uppmärksamhet.

## Rollista (urval)
- Gong Li — Song Lian (fjärde frun)
- He Caifei — Meishan (tredje frun)
- Cao Cuifen — Zhuoyun (andra frun)
- Qi Zhao — Hushållerskan
- Lin Kong — Yan'er (Song Lians unga tjänsteflicka)
- Jin Shuyuan — Yuru (första frun)
- Ma Jingwu — Herr Chen
- Cui Zhihgang — Doktor Gao

## Priser
- Filmfestivalen i Venedig, silverlejonet 1991
- New York Film Critics Circle Awards för bästa film på främmande språk 1992
- British Academy of Film and Television Arts Award för bästa film på främmande språk 1993
- London Critics Circle Film Awards för årets bästa film på främmande språk 1993